# Callicarpa pseudorubella
Callicarpa pseudorubella là một loài thực vật có hoa trong họ Hoa môi. Loài này được C.H.Chang mô tả khoa học đầu tiên năm 1951.